# KF51 Panther
A KF51 Panther egy új generációs harckocsi (MBT), melyet a német Rheinmetall vállalat és a magyar állam közösen fejleszt. A harckocsi fontos jellemzője az automata töltőn és az aktív védelmi rendszeren kívül, hogy a NATO-ban elterjedt 120 milliméteres harckocsi löveg mellett akár 130 milliméteres L/52-es csőhosszúságú löveggel is rendelhető lesz a jövőben. A nagyobb löveg akár 50%-kal nagyobb távolságról képes ugyanazt a páncéltörő képességet biztosítani, mint a jelenleg széles körben elterjedt 120 milliméteres NATO-lőszert tüzelő lövegek. A harckocsi fejlett elektronikai rendszerekkel illetve drónokkal is fel lesz szerelve a rendelkezésre álló információk szerint.

## Fejlesztés története

### Technológiai demonstrátor
2022-ben az EUROSATORY hadiipari kiállításon mutatta be a Rheinmetall vállalat az első Panther harckocsit, amely messze nem volt kész termék: inkább a technológiai lehetőségeket volt hivatott demonstrálni a potenciális érdeklődők felé. Egy Leopard 2A4-es harckocsi alvázra nagy méretű toronyban egy új 130 mm-es löveg került beépítésre egy automata töltőberendezéssel együtt. Ez utóbbi egy 20-lőszeres tárból szolgálja ki a löveget. Opcionálisan egy drónindító is elhelyezhető a toronyban HERO drónok számára demonstrátor harckocsiban, ám ekkor az azonnal elérhető lőszerkészlet 10-re csökken.
A harckocsi személyzete 3 fő, illetve potenciálisan egy negyedik, a drónokat vagy más speciális berendezést kezelő katona is elhelyezhető a járműben.
Ez a harckocsi-koncepció végül a magyar kormány érdeklődését keltette fel és így indult a projekt a megvalósulás felé.

### Panther KF51 EVO
"Hiúzt gyártunk, Leopardot veszünk, és beszálltunk a Párduc fejlesztésébe" – válaszolta Orbán Viktor a TikTok-csatornáján arra a kérdésre, hogy a Hiúz vagy a Leopárd lesz-e a Kárpátok nagymacskája. Még azt is hozzátette: „Majd meglátjuk, melyik fut be, a kutatások szerint talán a Párduc."
2023 december 14-én meg is született a megállapodás a magyar állami tulajdonú hadiipari holding, a  N7 Holding Nemzeti Védelmi Ipari Innovációs Zrt. és a Rheinmetall Landsysteme között azzal a céllal, hogy egy új közös fejlesztésű harckocsit hozzanak létre a 2022-ben bemutatott KF51 Panther harckocsi prototípusára alapozva.
A magyar állam 288 millió eurót fektet a projektbe, amely 70 magyar mérnök és a zalaegerszegi Rheinmetall harcjárműgyár bevonásával egy automata töltős L55A1 120 mm-es löveggel felszerelt korszerű gyártásra kész harckocsit fog eredményezni a tervek szerint. A Panther KF51 EVO típusjelzésű új harckocsi alváza jelentős mértékben merít majd a Büffel műszaki harcjárműből, amely maga is a Leopard 2 harckocsi egy módosított alvázára épül.
A  Panther KF51 EVO harckocsi jellemzői az eddig elérhető információk alapján:
- L55A1 120 mm-es löveg automata töltővel
- A jövőben átfegyverezhető 130 mm-es lövegre is akár
- Aktív védelmi rendszer körkörös védelemmel: a felülről támadó lövedékek és rakéták ellen is védelmet nyújt
- 3 fős alapszemélyzet, opcionálisan egy negyedik fő is helyet foglalhat a jármű elejében (pl. drónkezelő, zászlóalj parancsnok)
- A Leopard 2 harckocsi számos elemét felhasználják a jármű kialakításánál nagy mértékben megkönnyítve a logisztikai és karbantartási kiszolgálását a Leopard 2 harckocsikat alkalmazók számára
- Hálózat alapú hadviselést lehetővé tevő fejlett elektronikai rendszerekkel illetve drónokkal is fel lesz szerelve

### Az olasz változat
Olaszország 2025 januárjában bejelentette, hogy 380 darab, nagy részt helyben gyártott KF51 harckocsit kíván beszerezni. Ezek döntően olasz fegyverzettel és elektronikával lesznek felszerelve.

## Galéria

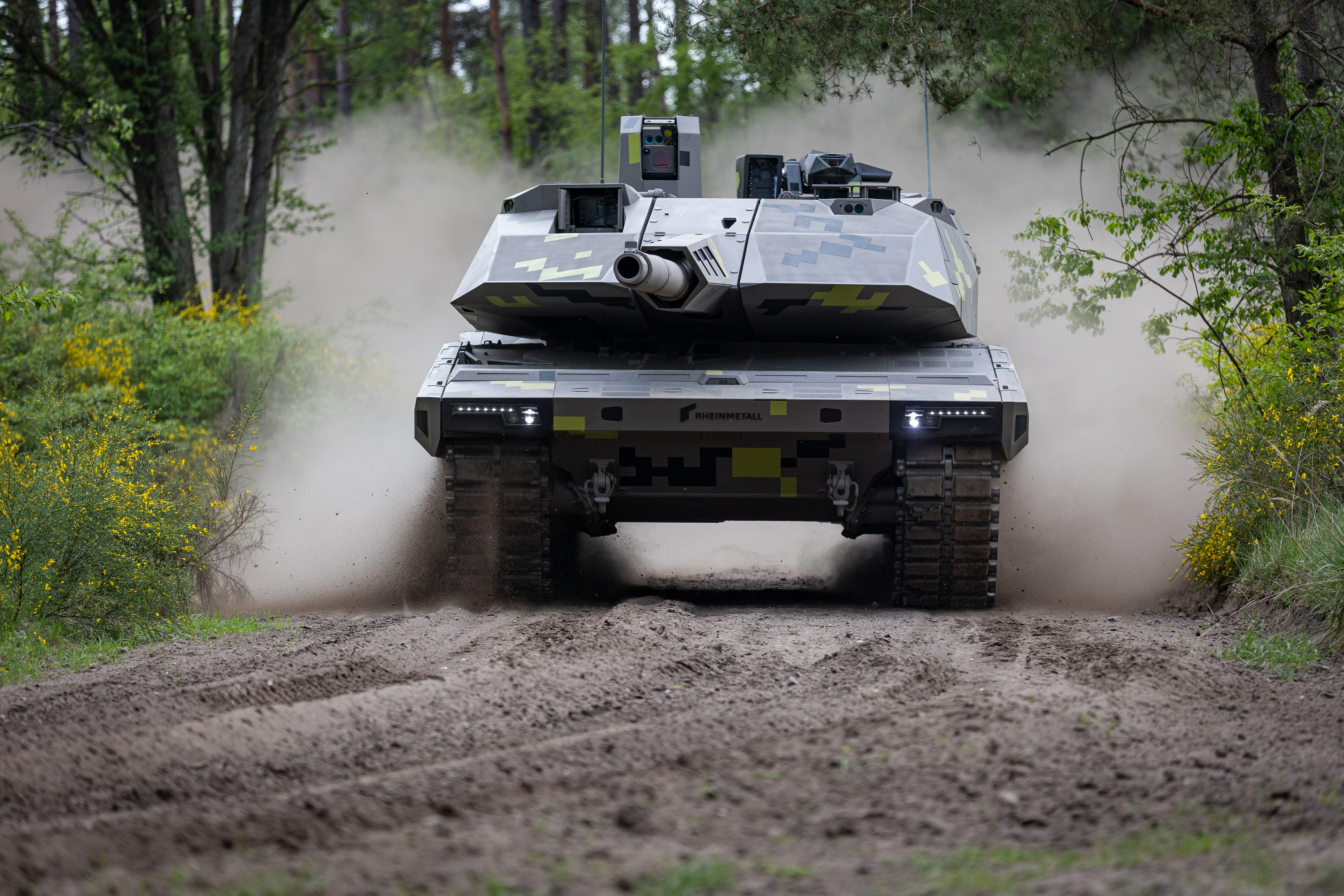
KF51 Panther

## Lehetséges rendszeresítők
Magyarország
 Olaszország - 2024. július 3-án a Rheinmetall és a Leonardo vállalatok bejelentették, hogy vegyes vállalatot hoznak létre KF51 harckocsik és Lynx harcjárművek gyártására az olasz hadsereg számára.